# Vlaamse verkiezingen 2004/Kandidatenlijsten/Groen
Dit zijn de kandidatenlijsten van Groen! voor de Vlaamse verkiezingen van 2004. De verkozenen staan vetgedrukt.

## Antwerpen

### Effectieven
1. Rudi Daems
2. Johan Malcorps
3. Freya Piryns
4. Ethel Brits
5. Dirk Peeters
6. Nicole Van Praet
7. Jowan Lamon
8. Hannelien Dens
9. Joost Fillet
10. Elka Joris
11. Jelle Mols
12. Martine Van den Bergh
13. Chris Vermeulen
14. Karin Van Hoffelen
15. Ilse Van Dongen
16. Peter Van Nuland
17. Kris Hapers
18. Ingrid Pira
19. Kris Peeters
20. Lieve Stallaert
21. Mia Gys
22. Nico Volckeryck
23. Annemie Roovers
24. Jan Van de Ven
25. Martine Depestel
26. Joos De Meyer
27. Mieke Vogels

### Opvolgers
1. Monique Aerts
2. Yves Aerts
3. Remi Heylen
4. Annick Van den Broeck
5. Alwin Jacobs
6. Ilse Van Dienderen
7. Koen Kerremans
8. Annemie Vermeiren
9. Carim Bouzian
10. Lieve Van den Hauwe
11. Marjet Brangers
12. Lief Pans
13. Kris Landuyt
14. An Nauwelaerts
15. Allel El Berkani
16. Jos Geysels

## Brussels Hoofdstedelijk Gewest

### Effectieven
1. Bruno De Lille
2. Nathalie Espeel
3. Sven Aerts
4. Ingrid Hermans
5. Luc Denys
6. Adelheid Byttebier

### Opvolgers
1. Alain Beeckmans
2. Annemie Vermeylen
3. Kris De Nys
4. Linda Raeyen
5. Lydia Van Rompaey
6. Mark De Meyer

## Limburg

### Effectieven
1. Flor Ory
2. Sandra Bamps
3. Inan Asliyüce
4. Marisa Marcheschi
5. Benjamin Steegmans
6. Nele Scholiers
7. Battal Erdogan
8. Kathleen Stappers
9. Flip Vrancken
10. Ria Van Obberghen
11. Marcel Schillebeeks
12. Jos Treunen
13. Klara Bulckens
14. Kristien Testelmans
15. Tineke Van Den Berg
16. Jef Ulburghs

### Opvolgers
1. Raf Peters
2. Maarten Caubergh
3. Karen Poel
4. Kazim Özcan
5. Fatima Arrhani
6. Julie Nemeth
7. Maarten Lucas
8. Lode Hermans
9. Mie Lodewyckx
10. Myriam Cattoor
11. Els Schepens
12. Chris Goris
13. Rosemie Bruynooghe
14. Luc Buekenhout
15. Peter Vanhoutte
16. Arnaud Stas

## Oost-Vlaanderen

### Effectieven
1. Vera Dua
2. Jos Stassen
3. Els Keytsman
4. Stefaan Van Hecke
5. Piet Van Heddeghem
6. Veronique Creynen
7. Tine Heyse
8. Björn Rzoska
9. Luc Vlerick
10. Servaas Van Eynde
11. Hilde Van Cauteren
12. Tina Van Lierde
13. Jan Fiers
14. Steve Sercu
15. Wim Borremans
16. Ruben Vanhaverbeke
17. Johan De Weerdt
18. Kathleen Pisman
19. Lut De Jaeger
20. Nicole Van Der Vieren
21. Marleen De Smet
22. Filip De Bodt
23. Gilberto Ferreira da Costa
24. Sarah Hutse
25. Karine Kindermans
26. Mieke Schauvliege
27. Meryem Kaçar

### Opvolgers
1. Dirk Holemans
2. Els Keytsman
3. Meyrem Almaci
4. Lieve Parmentier
5. Peter Nachtergaele
6. Rita Stroobants
7. Herwig De Bruycker
8. Chris Van Den Eynde
9. Nele De Witte
10. Cengiz Cetinkaya
11. Joost Callebaut
12. Yves Van Damme
13. Zeneb Bensafia
14. Patrick De Swaef
15. Rudy Wittock
16. Liliane De Cock

## Vlaams-Brabant

### Effectieven
1. Eloi Glorieux
2. Ann De Martelaer
3. Jorge Stukkens
4. Anne Dedry
5. Frank Dupont
6. Marie-Jeanne Thaelemans
7. Malek Zahi
8. Hannelore Haegebaert
9. Stijn De Rijck
10. Marjolijn De Wilde
11. Luc Debraekeleer
12. Fatima Boudjaoui
13. Johan Vleeracker
14. Sofie Luyten
15. Karel De Ridder
16. Magda Van Stevens
17. Dries De Smedt
18. Veer Dusauchoit
19. Alex Cassiers
20. Magda Aelvoet

### Opvolgers
1. Ann De Martelaer
2. Bart Peeters
3. Fatiha Dahmani
4. Fred Luyckx
5. Bernadette Stassens
6. Johan Van De Schoot
7. Ria Turcksin
8. Jan Steyaert
9. Linda De Cat
10. Lowie Steenwegen
11. Christine Musch
12. Erik Torbeyns
13. Rein Vermeulen
14. Bart Bogaerts
15. Willy Vanderstappen
16. Kristien Grauwels

## West-Vlaanderen

### Effectieven
1. Jef Tavernier
2. Rita Brauwers
3. Marleen Dierickx
4. Maarten Tavernier
5. Griet Tessiers
6. Hilde Naessens
7. Vera Lannoo
8. Peter Hantson
9. Piet Hardeman
10. Juul Debaere
11. Denisa Byttebier-Decouttere
12. Marijke Ven
13. Lorenzo Maddens
14. Caroline Schotte
15. Filip Loobuyck
16. Dirk Naert
17. Cathy Matthieu
18. David Van Moerkercke
19. Guy Deklerck
20. Heidi Vanderhelst-Kesteloot
21. Ignace Tousseyn
22. Anne-Mie Descheemaeker

### Opvolgers
1. Annick Lambrecht
2. Wouter De Vriendt
3. Elke Decruynaere
4. Ivan Lahousse
5. Lut Dornez
6. Séverine Magy
7. Kathleen Bevernage
8. Kurt Lecompte
9. Stefaan Pockele
10. Agnes Bruneel
11. Carlo De Winter
12. Christine Demuynck
13. Herman Lodewyckx
14. Rudy Devos
15. Guido Maertens
16. Maureen Libeert-Lievyns